# Угоне II (Арборея)

Юдикат Арборея на карте средневековой Сардинии

Угоне II (Ugone II d’Arborée) (ум. 1336) — судья (юдик) Арбореи с 1321.
Сын судьи Мариано II и его наложницы Падулезы де Серра. Его легитимность (как незаконнорожденного) оспаривалась пизанцами.
В 1323 г. в надежде стать правителем всего острова признал себя вассалом Хайме II Арагонского, которому папа Бонифаций VIII пожаловал титул короля Сардинии и Корсики.
Вместе с инфантом Альфонсом, высадившемся в 1324 г. в Пальмасе во главе войска в 300 кораблей и 10 тысяч человек, участвовал в завоевании острова. Альфонс занял юдикат Кальяри, полностью вытеснив из Сардинии пизанцев. Однако Угоне II ничего за свою помощь не получил.
Он умер в 1336 г. от неизвестной болезни.
Жена — Бенедетта (ум. ок. 1345). Дети:
- Пьетро III, судья Арбореи
- Мариано IV, судья Арбореи
- Бонавентура (ум. 1375), муж — барон Пере де Херика.
- Франческо (ум. 1342), канонник в Урхеле
- Мария, муж — Гульельмо Гальчера ди Рокаберти
- Джованни (ум. 1375)
- Никола (ум. 1370), канонник в Ллейде, дед Леонардо Кубелло.